# Eystfelli
Eystfelli è un rilievo alto 449 metri sul mare situato sull'isola di Fugloy, nell'arcipelago delle Isole Fær Øer, in Danimarca.